# Chrysops balzaphire
Chrysops balzaphire är en tvåvingeart som beskrevs av Philip 1955. Chrysops balzaphire ingår i släktet Chrysops och familjen bromsar. Inga underarter finns listade i Catalogue of Life.